# Commerce City
Commerce City es una ciudad ubicada en el condado de Adams en el estado estadounidense de Colorado, unos 12 km al noreste del centro de la ciudad de Denver. En el Censo de 2010 tenía una población de 45.913 habitantes y una densidad poblacional de 510,54 personas por km².

## Geografía
Commerce City se encuentra ubicada en las coordenadas 39°53′1″N 104°47′31″O / 39.88361, -104.79194. Según la Oficina del Censo de los Estados Unidos, Commerce City tiene una superficie total de 89.93 km², de la cual 88.81 km² corresponden a tierra firme y (1.25%) 1.12 km² es agua.

## Demografía
Según el censo de 2010, había 45.913 personas residiendo en Commerce City. La densidad de población era de 510,54 hab./km². De los 45.913 habitantes, Commerce City estaba compuesto por el 69.05% blancos, el 3.13% eran afroamericanos, el 1.47% eran amerindios, el 2.23% eran asiáticos, el 0.07% eran isleños del Pacífico, el 19.19% eran de otras razas y el 4.86% pertenecían a dos o más razas. Del total de la población el 46.85% eran hispanos o latinos de cualquier raza.